# Калле-Дашт (Марказі)
Калле-Дашт (перс. كله دشت) — село в Ірані, у дегестані Ак-Кагріз, у бахші Новбаран, шагрестані Саве остану Марказі. За даними перепису 2006 року, його населення становило 196 осіб, що проживали у складі 79 сімей.

## Клімат
Середня річна температура становить 13,39 °C, середня максимальна – 32,59 °C, а середня мінімальна – -8,66 °C. Середня річна кількість опадів – 261 мм.
| Клімат поселення                              | Клімат поселення | Клімат поселення | Клімат поселення | Клімат поселення | Клімат поселення | Клімат поселення | Клімат поселення | Клімат поселення | Клімат поселення | Клімат поселення | Клімат поселення | Клімат поселення | Клімат поселення |
| Показник                                      | Січ.             | Лют.             | Бер.             | Квіт.            | Трав.            | Черв.            | Лип.             | Серп.            | Вер.             | Жовт.            | Лист.            | Груд.            |                  |
| Середній максимум, °C                         | 7,63             | 9,54             | 14,75            | 21,11            | 25,56            | 31,20            | 32,59            | 31,69            | 27,09            | 21,34            | 14,72            | 8,49             |                  |
| Середня температура, °C                       | −0,53            | 1,40             | 6,61             | 12,95            | 17,42            | 23,05            | 26,57            | 25,66            | 21,06            | 15,32            | 8,69             | 2,48             |                  |
| Середній мінімум, °C                          | −8,66            | −6,76            | −1,54            | 4,82             | 9,27             | 14,90            | 20,53            | 19,63            | 15,02            | 9,30             | 2,68             | −3,55            |                  |
| Норма опадів, мм                              | 36               | 35               | 47               | 35               | 27               | 4                | 1                | 1                | 0                | 13               | 24               | 38               |                  |
| Середньомісячна швидкість вітру, м/с          | 1.48             | 2.11             | 3.10             | 3.15             | 2.81             | 2.68             | 2.88             | 2.66             | 2.32             | 2.29             | 1.86             | 1.50             |                  |
| Середньомісячна сонячна радіація, кДж/м²·день | 8927             | 11858            | 14318            | 17975            | 22063            | 26359            | 25884            | 23579            | 20152            | 14670            | 10629            | 8627             |                  |
| --------------------------------------------- | ---------------- | ---------------- | ---------------- | ---------------- | ---------------- | ---------------- | ---------------- | ---------------- | ---------------- | ---------------- | ---------------- | ---------------- | ---------------- |
| Джерело:                                      |                  |                  |                  |                  |                  |                  |                  |                  |                  |                  |                  |                  |                  |